# Liste der historischen Staaten in Italien
Die Liste historischer Staaten in Italien zählt die zahlreichen unabhängigen territorialen Einheiten auf, die auf dem Gebiet des heutigen Italien oder im angrenzenden italienischen Sprachraum existierten.
Das Konzept des Staates entwickelte sich im italienischen politischen Denken ab dem 15. Jahrhundert, dank der Arbeit von Literaten wie Niccolò Machiavelli, und fand erst nach der Französischen Revolution vollständige Anwendung. So kann man für die vorangegangenen Epochen nicht von Staaten im modernen Sinne sprechen. Vom 10. Jahrhundert bis zum napoleonischen Zeitalter waren beispielsweise fast alle Staaten Mittel- und Norditaliens formal Vasallen des Heiligen Römischen Reiches, auch wenn die meisten von ihnen faktisch unabhängig waren. Im Gegensatz dazu war der Kirchenstaat, der von Rechts wegen voll souverän war, vor dem 17. Jahrhundert nicht in der Lage, eine wirkliche und dauerhafte Kontrolle über sein gesamtes Gebiet auszuüben.
Im Folgenden sind die Staaten nach Zeitepoche geordnet, von der Antike bis zur Einigung Italiens und darüber hinaus. In Klammern ist angegeben, wann diese existierten. Unter Umständen können einzelne Staaten mehrfach vorkommen, falls sie über mehrere Epochen hinweg bestanden.

## Antike

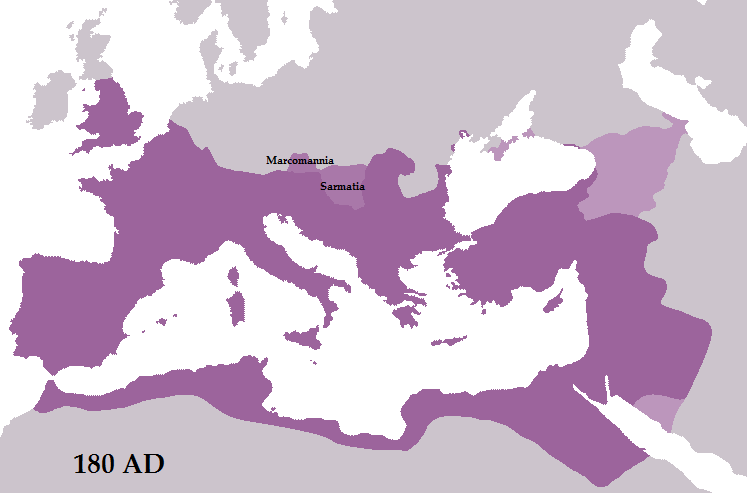
Das Römische Reich um 180

Die Geschichte der Italienischen Halbinsel in der Antike ist vom Aufstieg der Stadt Rom zu einem mächtigen Reich geprägt. Dabei erlangten die Latiner die Vorherrschaft über die weiteren dort lebenden Völker, indem sie sich zuerst von der Herrschaft der Etrusker befreiten und anschließend nach und nach Gebiete eroberten. Dazu gehören insbesondere die griechischen Kolonien von Magna Graecia im Süden.
- Römisches Königreich (753 v. Chr. – 509 v. Chr., diese Jahreszahlen sind spekulativ)
- Römische Republik (509 v. Chr. – 27 v. Chr.)
- Römisches Reich (27 v. Chr. – 476 n. Chr.)

Nach der Absetzung des letzten weströmischen Kaisers stand die Italienische Halbinsel formal unter der Oberhoheit der Ostkaiser, die an ihrer Stelle germanische Herrscher regieren ließen. Tatsächlich war diese Unterwerfung nur formal, und wie im übrigen römischen Westen bildeten sich auch in Italien römisch-germanische Königreiche:
- Reich des Odoaker (476–493)
- Ostgotenreich (493–553)

## Frühmittelalter

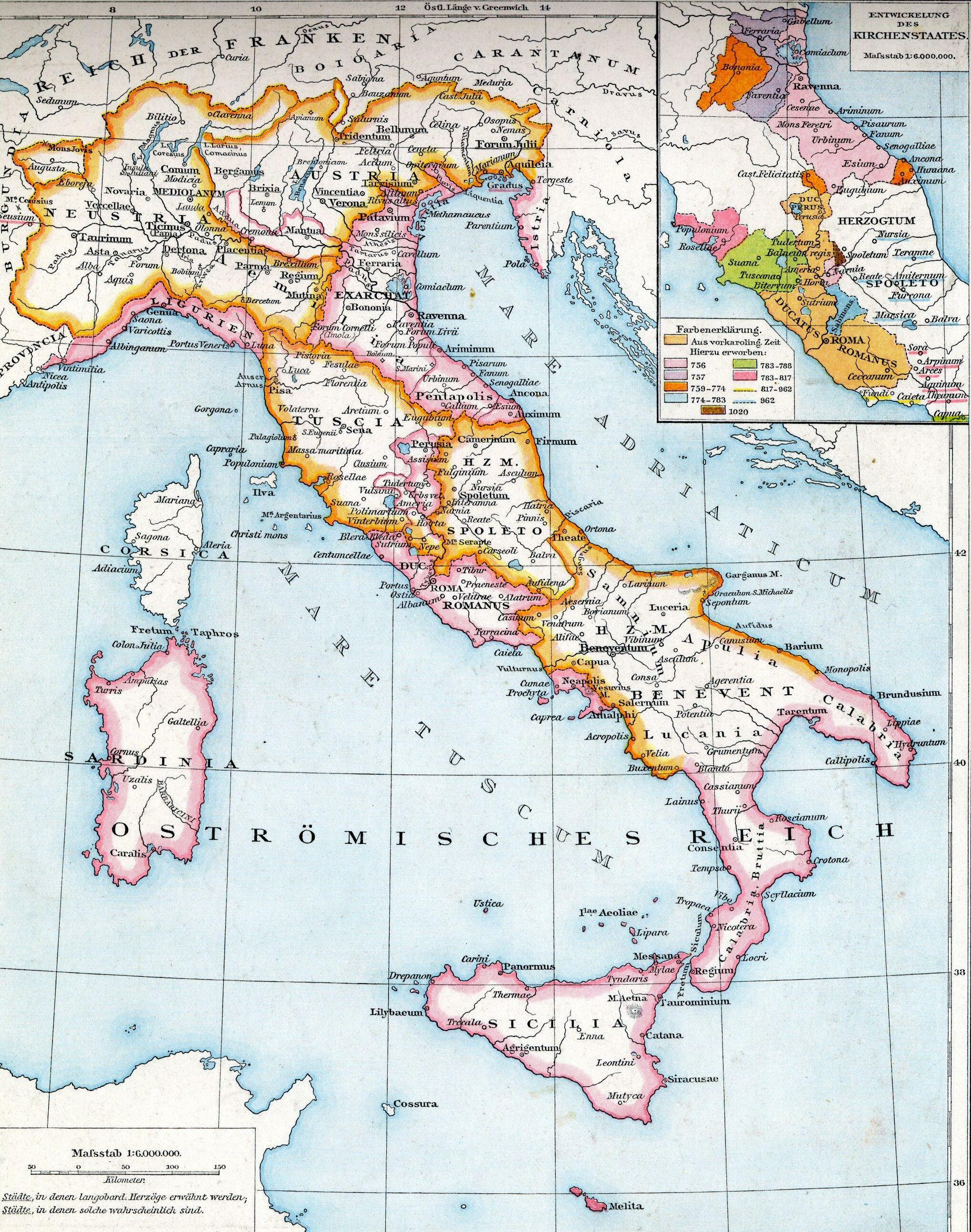
Zur Zeit des Langobardenreichs

### Teilung der Halbinsel
Nach dem Gotenkrieg kam die Halbinsel vollständig unter die Kontrolle des Byzantinischen Reiches, zuerst als Prätorianerpräfektur, danach als Exarchat. Kurze Zeit später fielen die Langobarden ein, denen es aber nicht gelang, die ganze Halbinsel zu erobern.
- Langobardenreich (568–774)
- Exarchat von Ravenna (584–751, zum Byzantinischen Reich)
- Exarchat von Karthago (584–698, zum Byzantinischen Reich)
- Herzogtum Rom (536–756, zum Exarchat von Ravenna)

Italien war zur Zeit der Karolinger und daran anschließend wie folgt aufgeteilt:
- Reichsitalien (774–1801, vom Heiligen Römischen Reich beansprucht)
- Kirchenstaat (756–1797)
- Herzogtum Benevent (577–1053)
- Herzogtum Spoleto (570–1203)

### Byzantinische Oberhoheit
- Thema Sizilien (687–902)
- Herzogtum Gaeta (839–1140)
- Herzogtum Kalabrien
- Herzogtum Neapel (661–1137)
- Herzogtum Venedig (697–1148)
- Inseln Dalmatiens
- küstennahes Istrien
- Sardinien (nur nominell, faktisch autonom)

### Sarazenen
Die muslimischen Sarazenen besaßen im 9. und 10. Jahrhundert verschiedene militärische Stützpunkte entlang der Küste. Von diesen aus unternahmen sie Raubzüge ins Landesinnere, ehe sie 915 nach der Schlacht am Garigliano endgültig von der Halbinsel vertrieben wurden.
- Agropoli (882–915)
- Amantea (839–885)
- Brindisi (836–868)
- Capo Miseno
- Emirat von Bari (846–871)
- Emirat von Tarent (839–880)
- Fondi (846–847)
- Licosa (846)
- Ponza (813)
- Sepino
- Traetto (883–915)

Vermutlich gab es in Ligurien zwischen Genua und Nizza noch weitere, schwer zu identifizierende und kleine Befestigungen. Sie waren eher temporäre Anlandungen, die im Laufe der Zeit mehrmals wiederverwendet wurden, oder kleine semi-permanente Stützpunkte. Es ist nicht davon auszugehen, dass es sich dabei um dauerhafte Siedlungen handelte.

## Hochmittelalter

Italien um das Jahr 1000

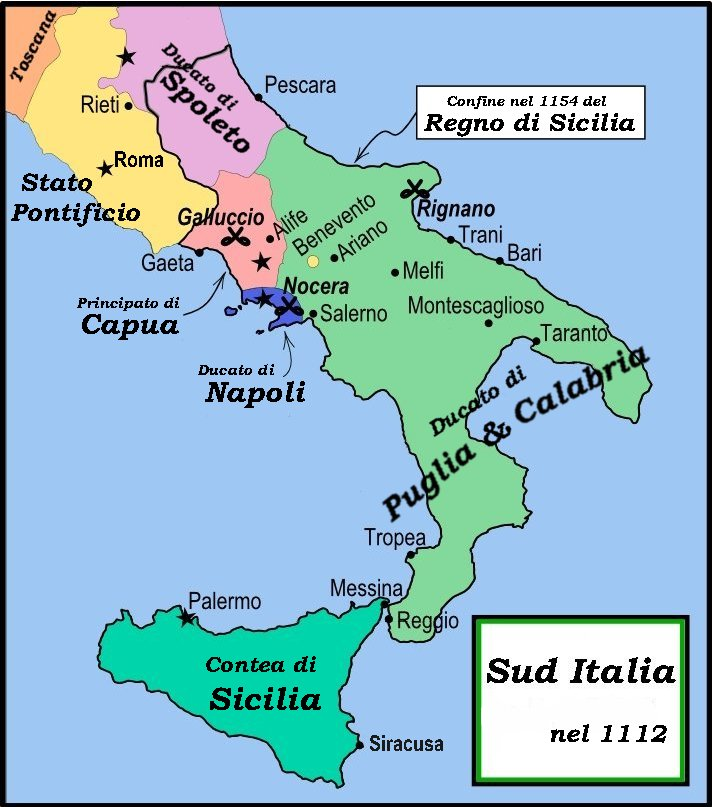
Süditalien im Jahr 1112

Im Hochmittelalter unterstanden zahlreiche Territorien in Nord- und Mittelitalien nominell der Herrschaft des Heiligen Römischen Reiches, waren aber faktisch weitestgehend unabhängig. Dasselbe gilt auch für Süditalien, wo sich verschiedene Kleinstaaten allmählich vollständig von der byzantinischen Oberhoheit lösten.

### Territorien des Heiligen Römischen Reiches
- Reichsitalien (774–1801)
- Herzogtum Spoleto (570–1203)
- Markgrafschaft Ceva (1125–1535)
- Markgrafschaft Finale (967–1797)
- Markgrafschaft Incisa (1161–1548)
- Markgrafschaft Ivrea (891–1014)
- Markgrafschaft Montferrat (961–1574)
- Markgrafschaft Ostligurien (961–1193)
- Markgrafschaft Saluzzo (1142–1548)
- Markgrafschaft Turin (941–1060)
- Markgrafschaft Tuscien (797–1197)
- Markgrafschaft Verona (952–1167)
- Grafschaft Civitella Ranieri (1078–1817)
- Grafschaft Görz (1127–1365)
- Grafschaft Nizza (1388–1860)
- Grafschaft Savoyen (1003–1416)
- Grafschaft Sovana (1274–1293)
- Fürstbistum Brixen (1027–1803)
- Fürstbistum Trient (1027–1803)
- Patriarchat von Aquileia (1077–1420, mit den Markgrafschaften Friaul und Istrien)
- Grafschaft Urbino (1213–1443)

### Territorien in Süditalien
- Königreich Sizilien (1130–1799)
- Herzogtum Amalfi (958–1137)
- Herzogtum Benevent (577–1053)
- Herzogtum Gaeta (839–1140)
- Herzogtum Neapel (661–1137)
- Herzogtum Sorrent (839–1137)
- Fürstentum Capua (900–1156)
- Fürstentum Salerno (851–1077)
- Fürstentum Tarent (1088–1465)
- Emirat von Sizilien (831–1091)
- Katepanat Italien (965–1071, zum Byzantinischen Reich)
- Grafschaft Apulien (1043–1059)
- Grafschaft Apulien und Kalabrien (1059–1130)
- Grafschaft Ariano (10. Jahrhundert – 1498)
- Grafschaft Aversa (1049–1078)
- Grafschaft Sizilien (1071–1130)

### Judikate auf Sardinien

Judikate Sardiniens

Die Judikate waren Territorien auf Sardinien, die zwar nominell dem Byzantinischen Reich unterstanden, faktisch aber weitestgehend unabhängig waren und jeweils von einem Richter (sardisch: judike) regiert wurden. Ihre Unabhängigkeit endete mit der Eroberung durch Aragonien.
- Judikat Arborea (9. Jahrhundert – 1420)
- Judikat Cagliari (1020–1258)
- Judikat Gallura (10. Jahrhundert – 1296)
- Judikat Torres (10. Jahrhundert – 1259)

### Weitere Staaten
- Kirchenstaat (756–1797)
- Herzogtum Venedig (697–1148)
- Grafschaft der Marser (859–1150, unter dem Kirchenstaat und dem Fürstentum Capua)
- Republik Ancona (11. Jahrhundert – 1532)
- Republik Asti (1095–1342)
- Republik Florenz (1115–1569)
- Republik Lucca (1160–1799)
- Republik Noli (1192–1797)
- Republik Pisa (ca. 1000–1406)
- Republik San Marino (möglicherweise unabhängig seit dem 9. Jahrhundert)
- Republik Siena (1125–1555)

## Spätmittelalter und Renaissance

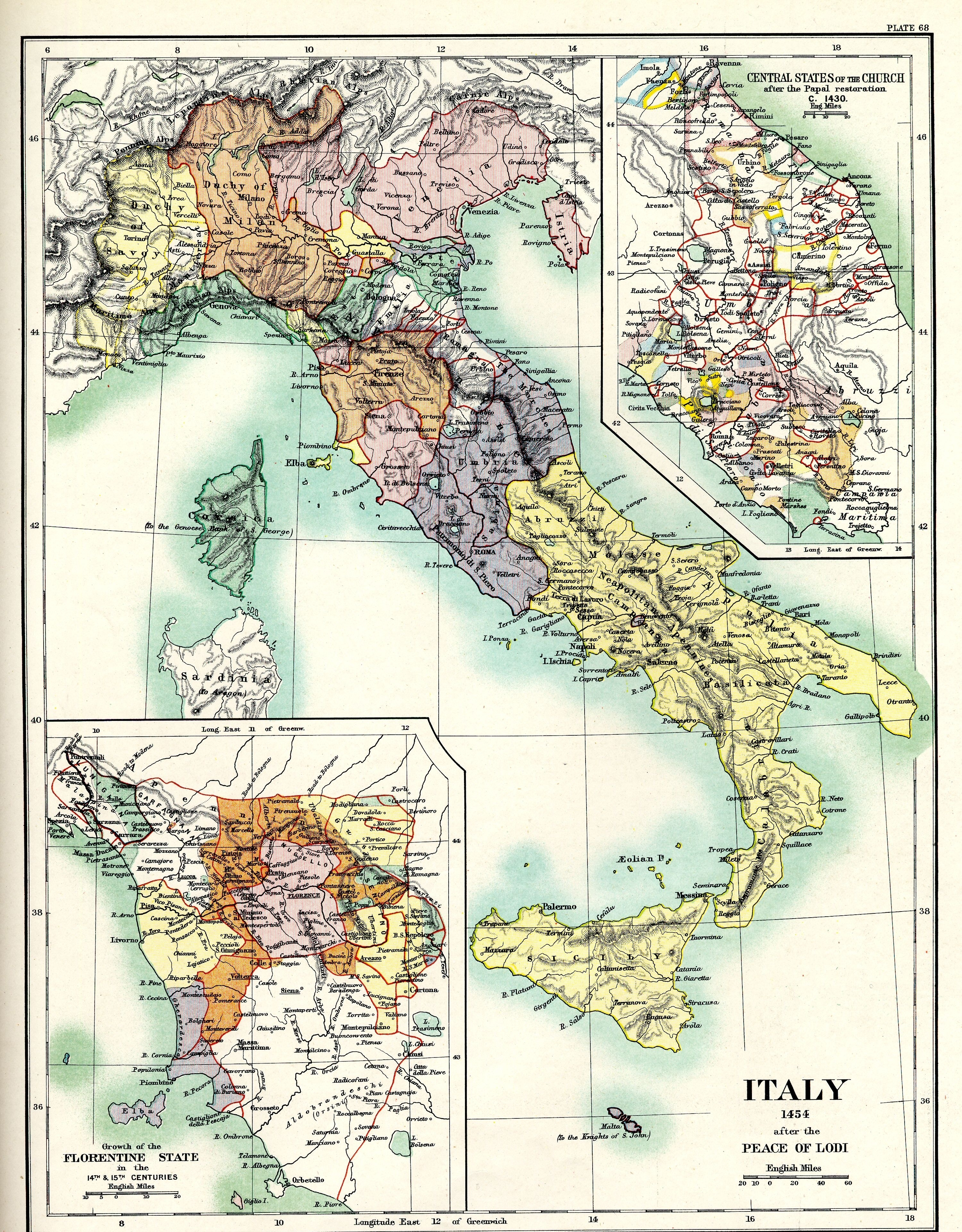
Italien im Jahr 1454 (nach dem Frieden von Lodi)

Italien im Jahr 1494, kurz vor den Italienischen Kriegen

Das Heilige Römische Reich war im ausgehenden Mittelalter immer weniger in der Lage, seine Herrschaft durchzusetzen, weshalb das Gebiet Reichsitaliens in zahlreiche Lehen zerfiel. Allerdings behielt das Reich zumindest nominell die Oberhoheit bei. Die eigentliche Macht lag bei lokalen Adelsgeschlechtern, während in den zahlreichen Kommunen Ober- und Mittelitaliens die Signorie regierten.

### Feudalherrschaften
- Reichsitalien (774–1801, nur formell)
- Königreich Neapel (1302–1799)
- Königreich Sardinien (1324–1861)
- Königreich Sizilien (1130–1799)
- Herzogtum Mailand (1395–1447, 1450–1796)
- Herzogtum Ferrara (1471–1598)
- Herzogtum Latera (408–1668)
- Herzogtum Massa und Carrara (1473–1829)
- Herzogtum Modena und Reggio (1452–1796)
- Herzogtum Savoyen (1416–1792)
- Herzogtum Sora (1443–1796)
- Herzogtum Urbino (1443–1625)
- Markgrafschaft Ceva (1125–1535)
- Markgrafschaft Dolceacqua (1276–1797)
- Markgrafschaft Finale (967–1797)
- Markgrafschaft Fosdinovo (1355–1797)
- Markgrafschaft Incisa (1161–1548)
- Markgrafschaft Mantua (1433–1530)
- Markgrafschaft Monte Santa Maria (1250–1797)
- Markgrafschaft Montferrat (961–1574)
- Markgrafschaft Oristano (1410–1478)
- Markgrafschaft Petrella (1456–1806)
- Markgrafschaft Saluzzo (1142–1548)
- Markgrafschaft Sorbello (1416–1815)
- Markgrafschaft Tresana (1355–1797)
- Markgrafschaft Zibello (1459–1802)
- Markgrafschaft Zuccarello (1397–1624)
- Fürstentum Oneglia (1488–1576)
- Fürstentum Tarent (1088–1465)
- Grafschaft Carpegna (12. Jahrhundert – 1819)
- Grafschaft Castell’Ottieri (1381–1616)
- Grafschaft Civitella Ranieri (1078–1817)
- Grafschaft Desana (1411–1510)
- Gefürstete Grafschaft Görz (1365–1754, Teil der habsburgischen Länder)
- Grafschaft Montechiarugolo (1428–1612)
- Grafschaft Nizza (1388–1860)
- Grafschaft Novellara und Bagnolo (1371–1737)
- Grafschaft Pitigliano (1336–1604)
- Grafschaft Rolo (1380–1766)
- Grafschaft San Secondo (1365–1817)
- Grafschaft Santa Fiora (1274–1806)
- Grafschaft Tenda (1258–1581)
- Herrschaft Carpi (1336–1527)
- Herrschaft Ferrara (1208–1471)
- Herrschaft Loano (1263–1505)
- Herrschaft Mirandola (1310–1619)
- Herrschaft Monaco (1297–1612)
- Herrschaft Piombino (1398–1594)
- Herrschaft Rimini (1295–1500)

### Stadtstaaten
- Goldene Ambrosianische Republik (1447–1450)
- Republik Ancona (11. Jahrhundert – 1532)
- Republik Cospaia (1441–1826)
- Republik Florenz (1115–1569)
- Republik Genua (1099–1797)
- Republik Lucca (1160–1805)
- Republik Massa (1225–1336)
- Republik Noli (1192–1797)
- Republik Pisa (ca. 1000–1406)
- Republik Poglizza (1207–1807, Protektorat)
- Republik Ragusa (1358–1808)
- Republik San Marino (de facto unabhängig seit 1291)
- Republik Senarica (1343–1797)
- Republik Siena (1125–1555)
- Republik Venedig (1148–1797)

### Kirchliche Territorien
- Kirchenstaat (756–1797)
- Deutschordensballei An der Etsch und im Gebirge (1260–1805, Territorium des Heiligen Römischen Reiches)
- Fürstbistum Brixen (1027–1803, Territorium des Heiligen Römischen Reiches)
- Fürstbistum Trient (1027–1803, Territorium des Heiligen Römischen Reiches)
- Patriarchat von Aquileia (1077–1420)

### Weitere Gebiete
- Reichsunmittelbare Stadt Triest und ihr Gebiet (1382–1809, Teil der habsburgischen Länder)
- Sieben Gemeinden (1310–1807)

## Nach den Italienischen Kriegen

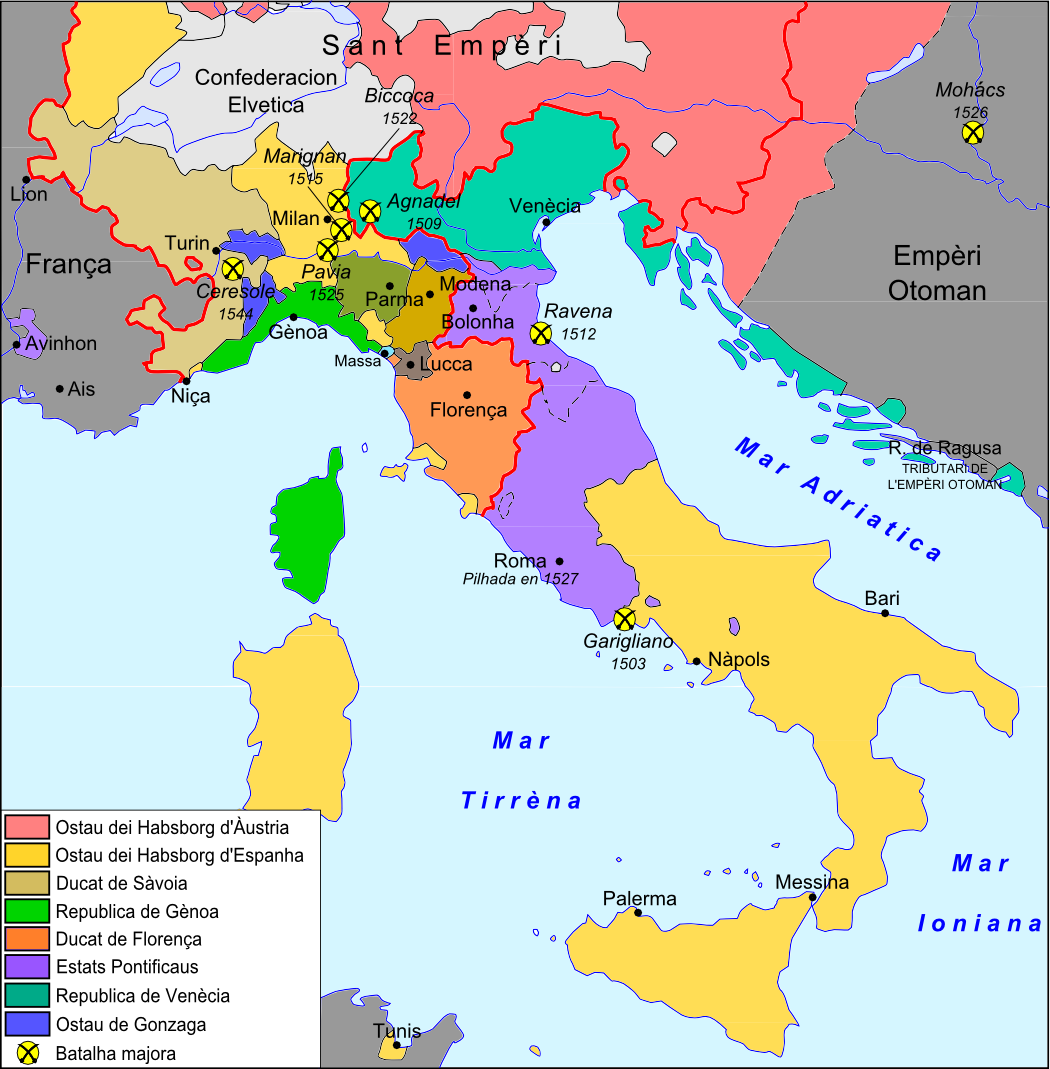
Italien im Jahr 1559 nach dem Frieden von Cateau-Cambrésis

Gemäß den Bedingungen des Friedens von Cateau-Cambrésis im Jahr 1559, am Ende der seit 1494 andauernden Italienischen Kriege, standen Sardinien, das Königreich Sizilien, das Königreich Neapel (einschließlich des Stato dei Presidi) und das Herzogtum Mailand unter direkter Kontrolle des habsburgischen Spaniens. Damit wurde das Haus Habsburg zur wichtigsten ausländischen Macht auf der Italienischen Halbinsel.

### Bedeutende Staaten
- Reichsitalien (774–1801, nur formell)
- Kirchenstaat (754–1797)
- Königreich Neapel (1282–1799, unter den spanischen Habsburgern)
- Königreich Sardinien (1324–1861, unter den spanischen Habsburgern)
- Königreich Sizilien (1130–1799, unter den spanischen Habsburgern)
- Großherzogtum Toskana (1569–1801)
- Herzogtum Savoyen (1416–1792)
- Herzogtum Mailand (1395–1796, Reichslehen unter den spanischen Habsburgern)
- Republik Genua (1099–1797)
- Republik Venedig (1148–1797)

### Kleinstaaten
- Herzogtum Castro (1537–1649)
- Herzogtum Ferrara (1450–1597)
- Herzogtum Guastalla (1621–1748)
- Herzogtum Latera (408–1668)
- Herzogtum Mantua (1530–1708)
- Herzogtum Massa und Carrara (1473–1829)
- Herzogtum Mirandola (1619–1711)
- Herzogtum Modena und Reggio (1452–1796)
- Herzogtum Parma (1545–1802)
- Herzogtum Sabbioneta (1577–1689)
- Herzogtum Salci (1568–1816)
- Herzogtum Sora (1443–1796)
- Herzogtum Urbino (1443–1625)
- Markgrafschaft Castiglione (1659–1772)
- Markgrafschaft Castiglione del Lago (1550–1647)
- Markgrafschaft Dolceacqua (1276–1797)
- Markgrafschaft Finale (967–1797)
- Markgrafschaft Fosdinovo (1355–1797)
- Markgrafschaft Masserano (1547–1598)
- Markgrafschaft Monte Santa Maria (1250–1797)
- Markgrafschaft Montferrat (961–1574)
- Markgrafschaft Petrella (1456–1806)
- Markgrafschaft Sorbello (1416–1815)
- Markgrafschaft Spino (1614–1723)
- Markgrafschaft Torriglia (1547–1760)
- Markgrafschaft Tresana (1355–1797)
- Markgrafschaft Zibello (1459–1802)
- Markgrafschaft Zuccarello (1397–1624)
- Fürstbistum Brixen (1027–1803, Territorium des Heiligen Römischen Reiches)
- Fürstbistum Trient (1027–1803, Territorium des Heiligen Römischen Reiches)
- Fürstentum Castiglione (1579–1659)
- Fürstentum Correggio (1616–1635)
- Fürstentum Masserano (1598–1798)
- Fürstentum Monaco (1612–1794)
- Fürstentum Oneglia (1488–1576)
- Fürstentum Piombino (1594–1805)
- Grafschaft Carpegna (12. Jahrhundert – 1819)
- Grafschaft Castell’Ottieri (1381–1616)
- Grafschaft Civitella Ranieri (1078–1817)
- Grafschaft Correggio (1452–1616)
- Grafschaft Loano (1547–1770)
- Grafschaft Montechiarugolo (1428–1612)
- Grafschaft Nizza (1388–1860)
- Grafschaft Novellara und Bagnolo (1371–1737)
- Grafschaft Pitigliano (1336–1604)
- Grafschaft Rolo (1380–1766)
- Grafschaft San Secondo (1365–1817)
- Grafschaft Santa Fiora (1274–1806)
- Grafschaft Spello und Bettona (1516–1648)
- Grafschaft Tassarolo (1560–1736)
- Grafschaft Tenda (1258–1581)
- Republik Cospaia (1441–1826)
- Republik Noli (1192–1797)
- Republik Poglizza (1207–1807, Protektorat)
- Republik Ragusa (1358–1808)
- Republik Senarica (1343–1797)
- Deutschordensballei An der Etsch und im Gebirge (1260–1805, Territorium des Heiligen Römischen Reiches)
- Reichsunmittelbare Stadt Triest und ihr Gebiet (1382–1809, Teil der habsburgischen Länder)
- Sieben Gemeinden (1310–1807)
- Stato dei Presidi (1557–1801)

## Italien im 18. Jahrhundert

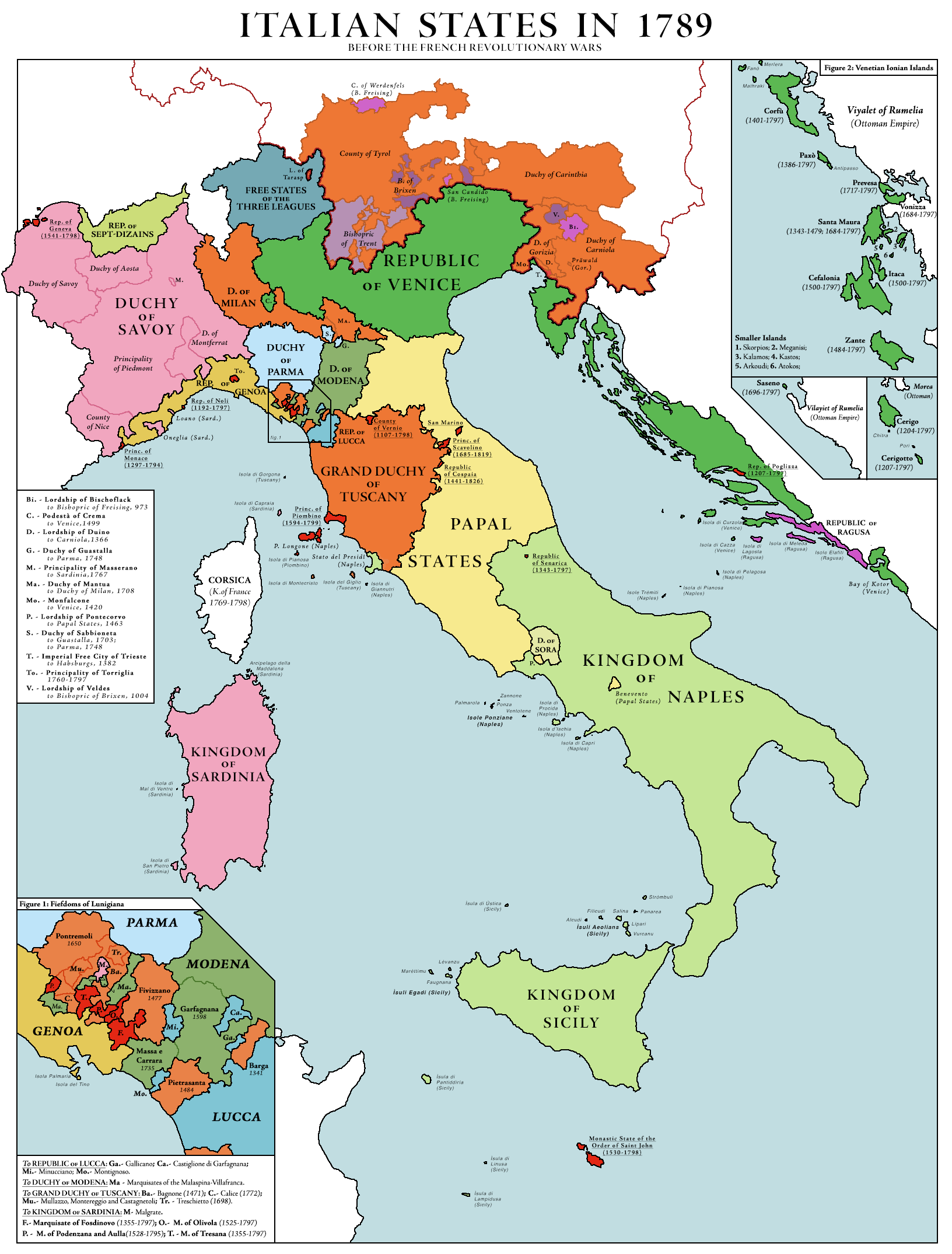
Italien im Jahr 1789

Italien im Jahr 1796

Nach den europäischen Erbfolgekriegen des frühen 18. Jahrhunderts herrschte das österreichische Haus Habsburg-Lothringen über verschiedene Staaten im zentralen und nördlichen Italien. Das südliche Italien ging an eine Zweiglinie des spanischen Hauses Bourbon über.
- Reichsitalien (774–1801, nur formell)
- Kirchenstaat (754–1797)
- Anglo-korsisches Königreich (1794–1796, Protektorat)
- Königreich Korsika (1736)
- Königreich Neapel (1282–1799)
- Königreich Sizilien (1130–1799)
- Königreich Sardinien (1324–1861)
- Großherzogtum Toskana (1569–1801)
- Herzogtum Savoyen (1416–1792)
- Herzogtum Mailand (1395–1796)
- Herzogtum Mantua (1530–1708)
- Herzogtum Parma (1545–1802)
- Herzogtum Guastalla (1621–1748)
- Herzogtum Mirandola (1619–1711)
- Herzogtum Modena und Reggio (1452–1796)
- Herzogtum Montferrat (1574–1708)
- Herzogtum Massa und Carrara (1473–1829)
- Herzogtum Salci (1568–1816)
- Herzogtum Sora (1443–1796)
- Markgrafschaft Castiglione (1659–1772)
- Markgrafschaft Dolceacqua (1276–1797)
- Markgrafschaft Finale (967–1797)
- Markgrafschaft Fosdinovo (1355–1797)
- Markgrafschaft Monte Santa Maria (1250–1797)
- Markgrafschaft Petrella (1456–1806)
- Markgrafschaft Sorbello (1416–1815)
- Markgrafschaft Spino (1614–1723)
- Markgrafschaft Torriglia (1547–1760)
- Markgrafschaft Tresana (1355–1797)
- Markgrafschaft Zibello (1459–1802)
- Fürstbistum Brixen (1027–1803, Territorium des Heiligen Römischen Reiches)
- Fürstbistum Trient (1027–1803, Territorium des Heiligen Römischen Reiches)
- Fürstentum Masserano (1598–1798)
- Fürstentum Monaco (1612–1794)
- Fürstentum Piombino (1398–1805)
- Fürstentum Soragna (1709–1791)
- Gefürstete Grafschaft Görz und Gradisca (1754–1919, Teil der habsburgischen Länder)
- Grafschaft Carpegna (12. Jahrhundert – 1819)
- Grafschaft Civitella Ranieri (1078–1817)
- Grafschaft Loano (1547–1770)
- Grafschaft Nizza (1388–1860)
- Grafschaft Novellara und Bagnolo (1371–1737)
- Grafschaft Rolo (1380–1766)
- Grafschaft San Secondo (1365–1817)
- Grafschaft Santa Fiora (1274–1806)
- Grafschaft Tassarolo (1560–1736)
- Republik Cospaia (1441–1826)
- Republik Genua (958–1797)
- Republik Korsika (1755–1769, seither Teil Frankreichs)
- Republik Lucca (1160–1805)
- Republik Noli (1192–1797)
- Republik Poglizza (1207–1807, Protektorat)
- Republik Ragusa (1358–1808)
- Republik San Marino (de facto unabhängig seit 1291)
- Republik Senarica (1343–1797)
- Republik Venedig (1148–1797)
- Stadt Fiume mit Gebiet (1779–1918, Teil der habsburgischen Länder)
- Deutschordensballei An der Etsch und im Gebirge (1260–1805, Territorium des Heiligen Römischen Reiches)
- Reichsunmittelbare Stadt Triest und ihr Gebiet (1382–1809, Teil der habsburgischen Länder)
- Sieben Gemeinden (1310–1807)
- Stato dei Presidi (1557–1801)

## Napoleonische Ära

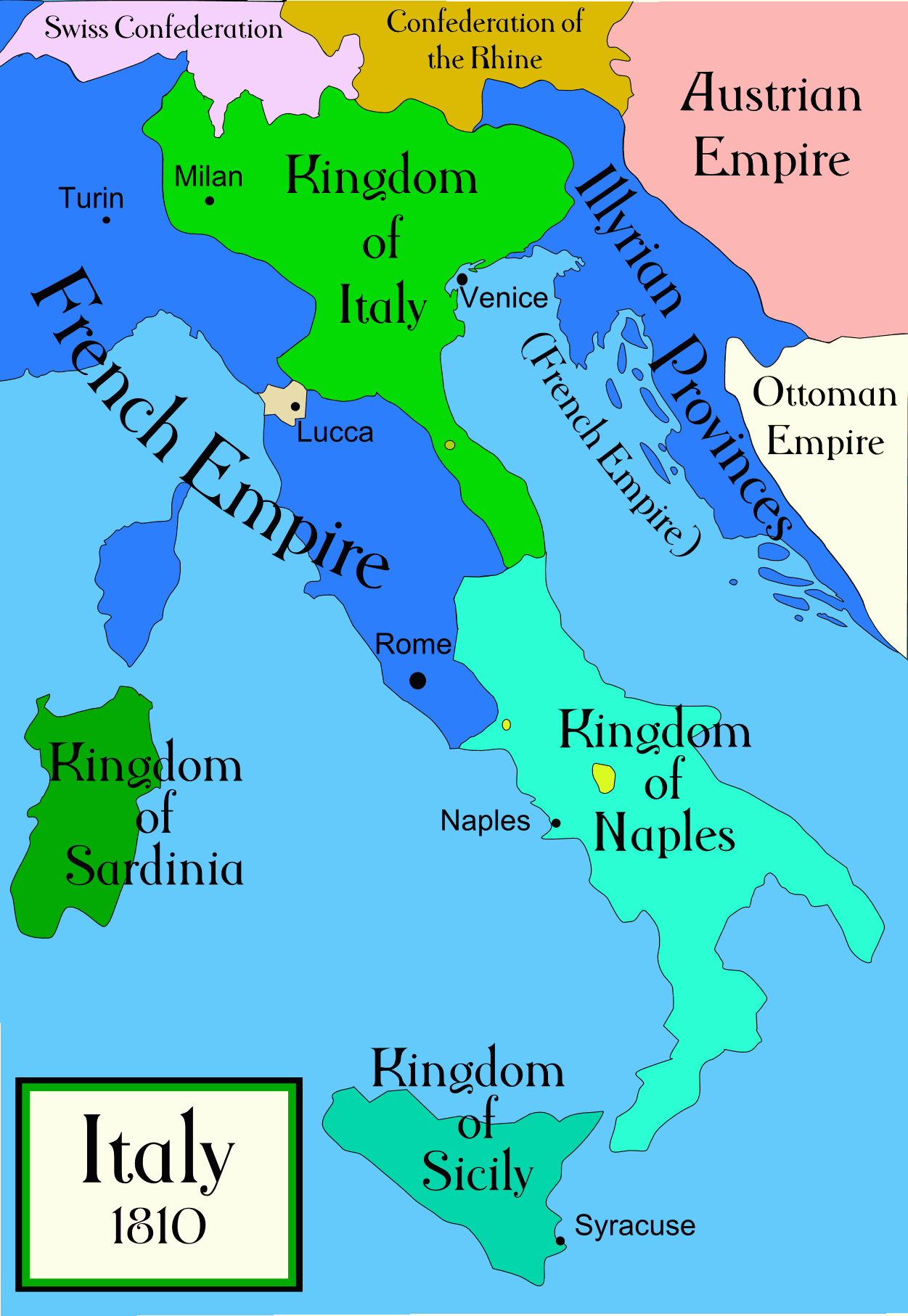
Italien im Jahr 1810

### Schwesterrepubliken Frankreichs
- Republik Alba (1796)
- Anconesische Republik (1797–1798)
- Republik Asti (1797)
- Republik Bergamo (1797)
- Republik Bologna (1796)
- Republik Brescia (1797)
- Cisalpinische Republik (1797–1802)
- Cispadanische Republik (1796–1797)
- Republik Crema (1797)
- Italienische Republik (1802–1805)
- Ligurische Republik (1797–1805)
- Republik Lucca (1799–1805)
- Parthenopäische Republik (1799)
- Republik Pescara (1799)
- Piemontesische Republik (1798–1799)
- Republik Reggio (1796)
- Römische Republik (1798–1799)
- Subalpinische Republik (1800–1802)
- Tiberische Republik (1798)
- Transpadanische Republik (1796–1797)

### Personalunion mit Frankreich
- Königreich Italien (1805–1814)

### Klientelstaaten
- Königreich Etrurien (1801–1807)
- Königreich Neapel (1282–1799)
- Fürstentum Lucca und Piombino (1805–1814)
- Fürstentum Benevent (1806–1814)
- Fürstentum Pontecorvo (1806–1815)

### Weitere Staaten
- Königreich Sardinien (1324–1861)
- Königreich Sizilien (1130–1799)
- Fürstentum Elba (1814–1815)
- Republik San Marino (de facto unabhängig seit 1291)
- Republik Cospaia (1441–1826)

## Zeitalter der Restauration
- Kirchenstaat (1814–1870)
- Königreich Neapel (1815–1816)
- Königreich Sardinien (1324–1861)

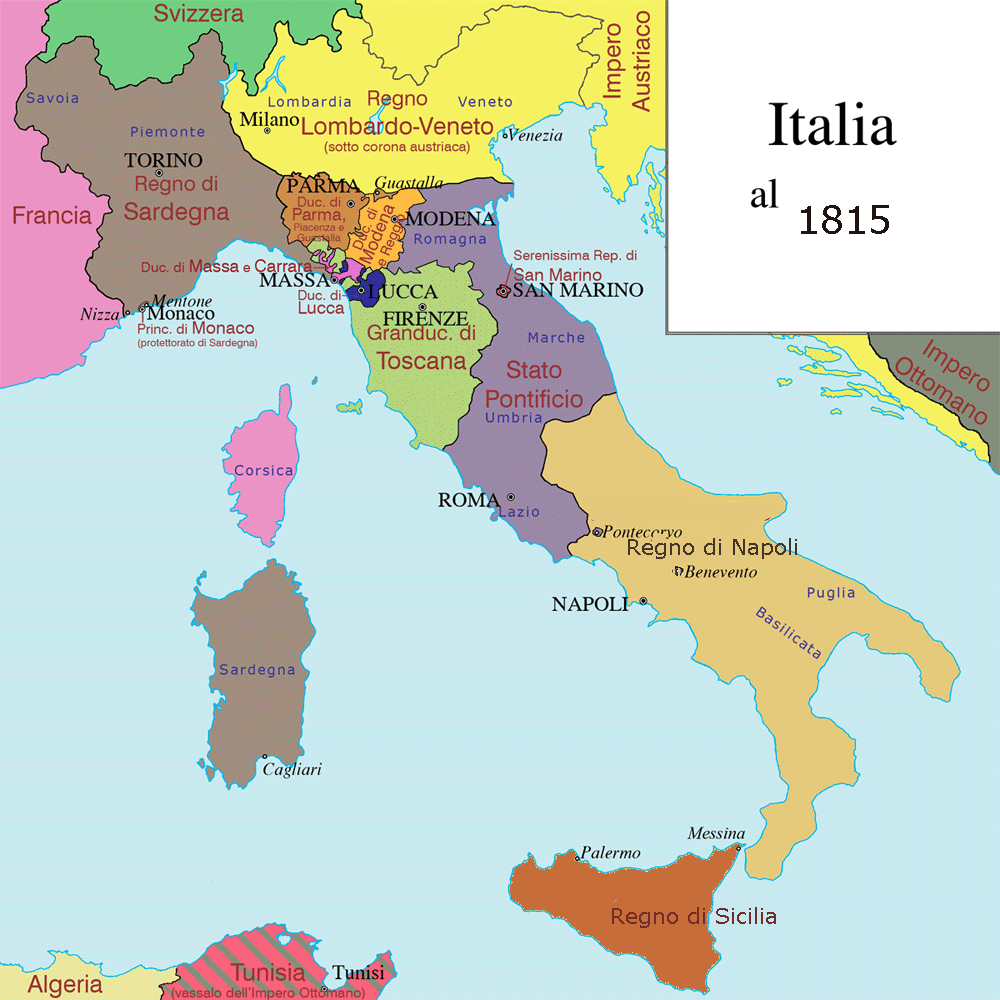
Nach dem Wiener Kongress 1815

Italien im Jahr 1843

- Königreich beider Sizilien (1816–1861)
- Königreich Sizilien (1815–1861)
- Königreich Lombardo-Venetien (1815–1866, Teil des Kaisertums Österreich)
- Königreich Illyrien (1814–1849, Teil des Kaisertums Österreich)
- Großherzogtum Toskana (1814–1860)
- Herzogtum Parma (1814–1860)
- Herzogtum Modena und Reggio (1814–1859)
- Herzogtum Massa und Carrara (1473–1829)
- Herzogtum Lucca (1815–1847)
- Herzogtum Savoyen (1814–1847)
- Fürstentum Monaco (1815–1860, wird seither nicht mehr als zu Italien gehörend betrachtet)
- Gefürstete Grafschaft Görz und Gradisca (1754–1919, Teil der habsburgischen Länder)
- Grafschaft Nizza (1388–1860, seither Teil Frankreichs)
- Republik San Marino (de facto unabhängig seit 1291)
- Republik Cospaia (1441–1826)
- Stadt Fiume mit Gebiet (1779–1918, Teil der habsburgischen Länder)

Italienische Nationalisten riefen nach 1830 im Zuge von Aufständen verschiedene kurzlebige Republiken aus:
- Vereinigte Italienische Provinzen (1831)
- Freistädte Menton und Roquebrune (1848–1849)
- Königreich Sizilien (1848–1849, parlamentarische Monarchie)
- Provisorische Regierung Mailands (1848)
- Republik San Marco (1848–1849)
- Republik Toskana (1849)
- Römische Republik (1849)
- Provisorische Regierung der Toskana (1859–1860)
- Vereinigte Provinzen von Mittelitalien (1859–1860)

## Nach dem Risorgimento

Italien von 1860 bis 1866

Als Risorgimento („Wiedererstehung“) wird die Vereinigung der zahlreichen eigenstaatlichen Territorien und Regionen zu einem Nationalstaat während der italienischen Unabhängigkeitskriege bezeichnet. Sie konnte 1861 mit der Ausrufung des Königreichs Italien durchgesetzt und 1870 mit der Annektierung der noch verbliebenen Teile des Kirchenstaats weitgehend vollendet werden. Die heute zu Italien gehörenden Gebiete Trentino und Südtirol kamen nach dem Ersten Weltkrieg hinzu. San Marino blieb unabhängig, während die Vatikanstadt 1929 durch die Lateranverträge entstand.

### Unabhängige Staaten
- Königreich Italien (1861–1946)
- Republik Italien (seit 1946)
- Republik San Marino (seit 1291)
- Vatikanstadt (seit 1929)

### Abhängige Gebiete
- Gefürstete Grafschaft Görz und Gradisca (1754–1919, Teil der habsburgischen Länder)
- Stadt Fiume mit Gebiet (1779–1918, Teil der habsburgischen Länder)
- Freistaat Fiume (1920–1924)
- Italienische Regentschaft am Quarnero (1920)
- Italienische Sozialrepublik (1943–1945)
- Freies Territorium von Triest (1947–1954)

### Mikronationen
- Königreich Tavolara (1836–1934)
- Republik Roseninsel (1968–1969)
- Fürstentum Seborga (seit 1993)

### Partisanenrepubliken
Die italienischen Partisanenrepubliken (italienisch Repubbliche partigiane) waren provisorische Staatsgebilde, die 1944 während des Zweiten Weltkriegs durch die Resistenza von der deutschen Besatzung befreit wurden. Sie waren fast alle durchwegs kurzlebig, da sie innerhalb weniger Wochen nach der formellen Gründung von der Wehrmacht zurückerobert und wieder in die Italienische Sozialrepublik eingegliedert wurden.
- Freie Republik Forno (9. Juni – 13. Juni)
- Partisanenrepublik Alba (10. Oktober – 2. November)
- Partisanenrepublik Alto Monferrato (September – 2. Dezember)
- Partisanenrepublik Alto Tortonese (September – Dezember)
- Partisanenrepublik Bobbio (7. Juli – 27. August)
- Partisanenrepublik Cansiglio (Juli – September)
- Partisanenrepublik Caporetto (September – November)
- Partisanenrepublik Carnia (26. September – 10. Oktober)
- Partisanenrepublik Corniolo (2. Februar – März)
- Partisanenrepublik Langhe (September – November)
- Partisanenrepublik Maschito (15. September – 5. Oktober)
- Partisanenrepublik Montefiorino (17. Juni – 1. August)
- Partisanenrepublik Ossola (10. September – 23. Oktober)
- Partisanenrepublik Ostfriaul (30. Juni – September)
- Partisanenrepublik Pigna (18. September – 8. Oktober)
- Partisanenrepublik Torriglia (26. Juni – 27. November)
- Partisanenrepublik Val Ceno (10. Juni – 11. Juli)
- Partisanenrepublik Val d’Enza und Val Parma (Juni – Juli)
- Partisanenrepublik Val Maira und Val Varalta (Juni – 21. August)
- Partisanenrepublik Val Taro (15. Juni – 24. Juli)
- Partisanenrepublik Valli di Lanzo (25. Juni – September)
- Partisanenrepublik Valsesia (11. Juni 1944 – 25. April 1945)
- Republik Varzi (24. September – 19. November)